# Glas - Museet for glaskunst
Glas - Museet for glaskunst (tidligere Glasmuseet Ebeltoft) er Danmarks største museum for moderne glaskunst. Museet ligger ved havnefronten i Ebeltoft og har ca. 40.000 gæster årligt.

## Samlingen
Museet råder over en samling på flere end 1.500 værker fra hele verden, der er skænket eller udlånt til museet. Årligt vises 4-6 udstillinger med moderne dansk og international glaskunst. I museets samling findes bl.a. den færøske kunstner, Tróndur Paturssons "Kosmisk rum", som er permanent installeret på museets 1. sal. Værket er skænket af Ny Carlsbergfondet.

## Aktiviteter
I haven ligger museets glasværksted, hvor man fra opleve glasfremstilling. I skoleferierne er her aktiviteter som sandstøbning, fusing og glasmaling for børn. Værkstedet producerer også værker til udstillingerne i samarbejde med kunstnerne.
Museet har en butik med glasdesign og unika skabt af danske og internationale kunsthåndværkere og formgivere.

## Bygningen
Glas - Museet for glaskunst blev etableret i 1986 på initiativ af Finn Lynggaard og er indrettet i Ebeltofts tidligere toldbod, der blev opført i 1921 af de danske arkitekter Hack Kampmann og Christian Kampmann. I 2006 blev museet udvidet med en moderne fløj og et nyt glasværksted tegnet af arkitektfirmaet 3XN og finansieret af Velux Fonden, Nykredits Fond, Kulturministeriet, Realdania og Ebeltoft Kommune.

## Ledelse
Direktør for Glasmuseet Ebeltoft er Mikkel Elming.